# Takuya Hitomi
Takuya Hitomi (japanisch 人見 拓哉 Hitomi Takuya; * 8. Dezember 1997 in der Präfektur Tochigi) ist ein japanischer Fußballspieler.

## Karriere
Takuya Hitomi erlernte das Fußballspielen in der Universitätsmannschaft der Risshō-Universität. Seinen ersten Profivertrag unterschrieb er Anfang 2020 beim FC Ryūkyū. Der Verein, der in der Präfektur Okinawa beheimatet ist, spielte in der zweiten japanischen Liga, der J2 League. Sein Zweitligadebüt gab er am 14. Oktober 2020 im Heimspiel gegen Thespakusatsu Gunma. Hier wurde er in der 80. Minute für Yoshio Koizumi eingewechselt. Am 1. August 2021 wechselte er auf Leihbasis nach Nagano zum Drittligisten AC Nagano Parceiro. Hier absolvierte er sieben Ligaspiele. Nach der Ausleihe kehrte er zum FC Ryūkyū zurück. Am Ende der Saison 2022 belegte Ryūkyū den vorletzten Tabellenplatz und musste in die dritte Liga absteigen. Nach insgesamt 40 Ligaspielen wechselte er Anfang 2024 zum Japan Football LeagueViertligisten Atletico Suzuka Club. Hier stand er eine Spielzeit unter Vertrag und bestritt 27 Ligaspiele. Hierbei schoss er 14 Tore. Im Januar 2025 verpflichtete ihn der ebenfalls in der vierten Liga spielende Reilac Shiga.